# 浩亹县
浩亹县(正音「鴿門」，今通行俗音“皓門”)，古县名。西汉置，治所在今甘肃省永登县西南大通河东岸。属金城郡。北周时废。东汉建武十一年（35年），马援败先零羌于此。 